# Městské divadlo (Mariánské Lázně)
Budova Městského divadla (od roku 1952  Divadlo N. V. Gogola) v Mariánských Lázních je secesní objekt s klasicizujícími prvky, původně byla ale roku 1868 otevřena v novorenesanční podobě.

## Původní podoba
Potřeba divadelní scény v Mariánských Lázních významně sílila po roce 1818, kdy město získalo statut lázeňského místa. Po několika provizoriích vznikl projekt kamenného divadla, a to v blízkosti posledního z těchto provizorních divadel, na cestě vedoucí z centra města k Lesnímu prameni. Architektonický návrh připravil zdejší stavitel Friedrich Zickler. Místodržitelství v Praze schválilo plány na stavbu kamenného divadla v roce 1865, zemní práce ale na místě stavby začaly už v roce 1865. Kvůli prusko-rakouské válce musely být práce v roce 1866 přerušeny a budova byla dostavěna až v roce 1868. K slavnostnímu otevření došlo 17. srpna 1868, tedy uprostřed lázeňské sezóny.
Základní rysy Zicklerova architektonického návrhu jsou dodnes patrné. Z hlavní fasády vystupoval rizalit se třemi půlkruhem klenutými hlavními vchody, kterými se do divadla vstupovalo. Čelní stěna dále obsahovala půlkruhem klenutá okna. Nad prvním patrem rizalitu pak byla velká terasa s balustrovým zábradlím. Ostatní fasády budovy byly méně nápadné, se schodišťovými rizality a opět s půlkruhem klenutými okny (v mělkých prohlubních).

## Secesní přestavba
V roce 1904–1905 proběhla přestavba budovy do secesní podoby podle návrhu architekta Alfréda Walchera z Montheimu z vídeňského ateliéru Fellner & Helmer. Nejradikálnější změny se týkaly přední fasády. Hlavní průčelí získalo bohatě zdobený secesní vchod. Dva mohutné pylony zdobené reliéfními štukovými ozdobami rámují střední rizalit vodorovně členěný balkónem s kovanou mříží s rostlinnými motivy. Pod balkónem se nachází původní hlavní vstupy. Novinkou byla i okrouhlá nároží s pěti obdélníkovými okny v patře.
Podkovovité hlediště bylo vyzdobeno secesními malbami od Josefa Heisse z Vídně a týž malíř maloval i divadelní oponu. V roce 1910 pak bylo divadlo vybaveno novými stroji a elektrickým osvětlením.

## Další úpravy

### 1944
Divadlo neslo název Kreuzbrunnenkino a bylo upraveno pro filmová představení (promítací kabina ve střední lóži prvního balkónu).

### 1967–1968
Bylo rekonstruováno jeviště (zvýšení provazištní věže).

### 1975–1978
V těchto letech proběhla celková rekonstrukce budovy podle projektu Dalibora Štyse. Byla zrušena trojice hlavních vchodů v přední fasádě (nahradila je okna), jako hlavní vchody byly využity boční vstupy a vstupy v nárožích. Byla také restaurována veškerá výzdoba.

### 2008
V tomto roce divadlo oslavilo 140 let od svého otevření a k tomuto výročí prošlo renovací. Ta zahrnovala například nové natření fasády, doplnění některých štukových detailů, modernizaci technického vybavení apod. Projektanty úprav byli architekti Dalibor Urbanec a Ivan Hložek.

## Současnost
Od roku 2004 provozuje divadlo KIS Mariánské Lázně, s.r.o. (dříve KaSS, v letech 1997–2004 Rozvojový fond města Mariánské Lázně s.r.o.).
Městské divadlo Mariánské Lázně nikdy nemělo stálý profesionální herecký soubor. Budova je využívána pro zájezdová představení, koncerty (např. Festival Fryderyka Chopina), zábavné pořady apod.
Historická budova divadla je ve vybraných termínech přístupná.